# Japanische Badmintonmeisterschaft 1954
Die Japanische Badmintonmeisterschaft 1954 war die achte Austragung der nationalen Titelkämpfe im Badminton in Japan. Sie fand in Takamatsu statt.

## Titelträger
| Disziplin    | Sieger                           |
| ------------ | -------------------------------- |
| Herreneinzel | Masuhiro Ueda                    |
| Dameneinzel  | Yoshiko Okawa                    |
| Herrendoppel | Kanetoshi Kataishi Masanori Kato |
| Damendoppel  | Yoshiko Okawa Mitsuko Fujita     |
| Mixed        | Shigemi Tsuchiya Yoshiko Irisawa |